# Biserica anglicană din București

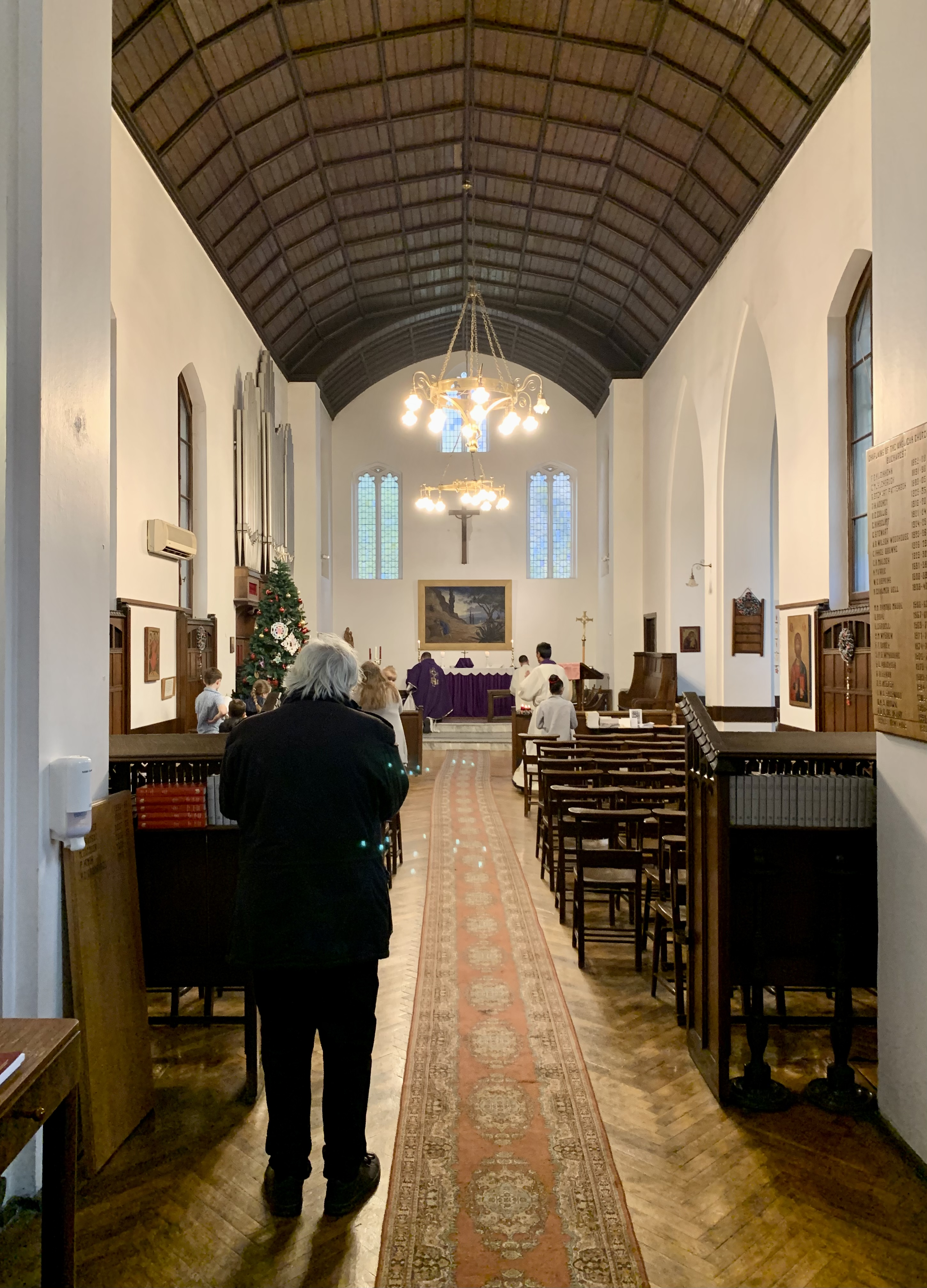
Interiorul bisericii

Biserica văzută din lateral

Biserica anglicană din București (în engleză the Anglican Church of the Resurrection), cu hramul „Învierea Domnului”, se află în apropiere de Grădina Icoanei, la intersecția dintre străzile Arthur Verona și Alexandru D. Xenopol.
Biserica anglicană din București aparține de Dioceza Europei și se află în subordinea Arhidiaconului pentru Europa Centrală, cu sediul la Viena.
Este singurul lăcaș de cult anglican din București.

## Descriere
Clădirea are o sală de 7 x 18,5 m completată cu funcțiuni anexe. Intrarea se face pe latura de sud, la baza turnului înalt de 11 m care precede nava. Sala și corul sunt unite într-o singură încăpere dreptunghiulară și sunt acoperite cu o boltă poligonală. Pe latura sudică, alături de sacristie, se află o navă laterală despărțită prin două arcade în arc frânt. Orga este amplasată într-o nișă.
Pereții interiori sunt zugrăviți simplu. Pe ei atârnă câteva tablouri cu scene religioase. Plafoanele încăperilor principale sunt acoperite cu lambriuri din lemn finisate în culoare maro. La exterior, fațadele sunt acoperite cu cărămidă aparentă, roșie. Ferestrele au ancadramente din piatră, încadrate în arcade oarbe frânte.

## Istoric
În anul 1900 Sir John Kennedy, ambasadorul Marii Britanii la București, a obținut cu titlu gratuit terenul pe care se află în prezent biserica, teren care aparține și acum Marii Britanii.
Regina Maria a României, nepoată a reginei Victoria a Regatului Unit, a sprijinit ridicarea bisericii, comandând proiectul arhitectului Victor Ștefănescu, care a abordat un stil neogotic victorian de sorginte elizabetană. Deși lucrările s-au terminat în 1914, din cauza Primului Război Mondial nu a putut fi produs și adus mobilierul comandat în Anglia, astfel că biserica nu a putut fi folosită. După terminarea războiului, cu ajutorul donațiilor episcopului de Gibraltar și ale reginei Maria, construcția a fost finisată și dotată cu orgă și mobilier comandate în Marea Britanie. Prima slujbă în noua biserică s-a ținut abia în ziua de Paști a anului 1922. De atunci, în biserică s-au ținut slujbe în mod constant – inclusiv căsătorii și botezuri -, excepție făcând perioada 1940-1944, când Bucureștiul a fost ocupat de germani.
În prezent, slujbele se țin duminică de la 10-11 – detalii se află pe site-ul bisericii. Biserica Anglicană a găzduit și numeroase concerte de muzică medievală, muzică clasică și jazz.

## Împrejurimile bisericii
În iunie 2008 a fost inaugurată în fața bisericii o fântână, în centrul căreia se află o sculptură, opera lui Virgil Scripcariu. Ansamblul se numește „Fântâna Maternității” și înfățișează o femeie gravidă ținându-l în brațe pe Sfântul Gheorghe copil, ucigând balaurul.
Între iunie 2009 și mai 2010 a fost executat proiectul Pieței Bisericii Anglicane, prin închiderea străzii Pictor Verona de la intersecția cu strada Dionisie Lupu până la intrarea în Grădina Icoanei. Spațiul creat astfel are ca element central Biserica Anglicană și este o zonă pietonală.

## Lista preoților
- 1868 - 1888 - Reverend F.G. Klenheim[10]
- 1888 - 1896 - Reverend J. Mahlenbruch
- 1896 - 1900 - Reverend R.S. Patterson
- 1900 - 1921 - Reverend J. Howard Adeney
- 1922 - 1924 - Reverend C. Hinscliff
- 1924 - 1924 - Reverend C. Stewart
- 1926 - 1929 - Reverend C.I. Browne
- 1930 - 1930 - Reverend C.H. Malden
- 1931 - 1938 - Reverend H. Farrie
- 1938 - 1939 - Reverend W.E. Hopkins
- 1940 - 1940 - Reverend H. Chalmers-Bell
- 1946 - 1947 - Reverend F.M. Galdau
- 1947 - 1964 - slujbele au fost ținute de laici sau de clerici veniți din străinătate, coordonați de la Viena
- 1964 - 1964 - Reverend P. Mason
- 1966 - 1966 - Reverend M.H. Moore
- 1967 - 1968 - Reverend Dr. D. Hope
- 1969 - 1971 - Reverend D. Cordell
- 1971 - 1973 - Reverend H. Wybrew
- 1974 - 1974 - Reverend F.T. Baker
- 1976 - 1977 - Reverend J. Wynburne
- 1979 - 1981 - Reverend R.E. Anderson
- 1982 - 1984 - Reverend R. Braun
- 1984 - 1986 - Reverend J. Keefer
- 1986 - 1988 - Reverend I. Sherwood
- 1990 - 1991 - Reverend D. Brown SSM
- 1992 - 1996 - Reverend C.W. Newlands
- 1996 - 1998 - Reverend J. Poole
- 1998 - 2002 - Reverend S. P. Hughes
- 2002 - * - Reverend J.A. Ramsay[15]

## Monument istoric
Biserica este declarată monument istoric și este înscrisă în Lista monumentelor istorice din București, sector 1 cu cod LMI B-II-m-A-19833, sub denumirea de Biserica „Învierii" - Anglicană.